# Max von Seydewitz (Politiker)
Graf Curt Maximilian Clemens Graf von Seydewitz (* 28. Januar 1800 in München; † 13. Dezember 1872 in Pülswerda) war ein preußischer Landrat und bayerischer Kammerherr.

## Leben

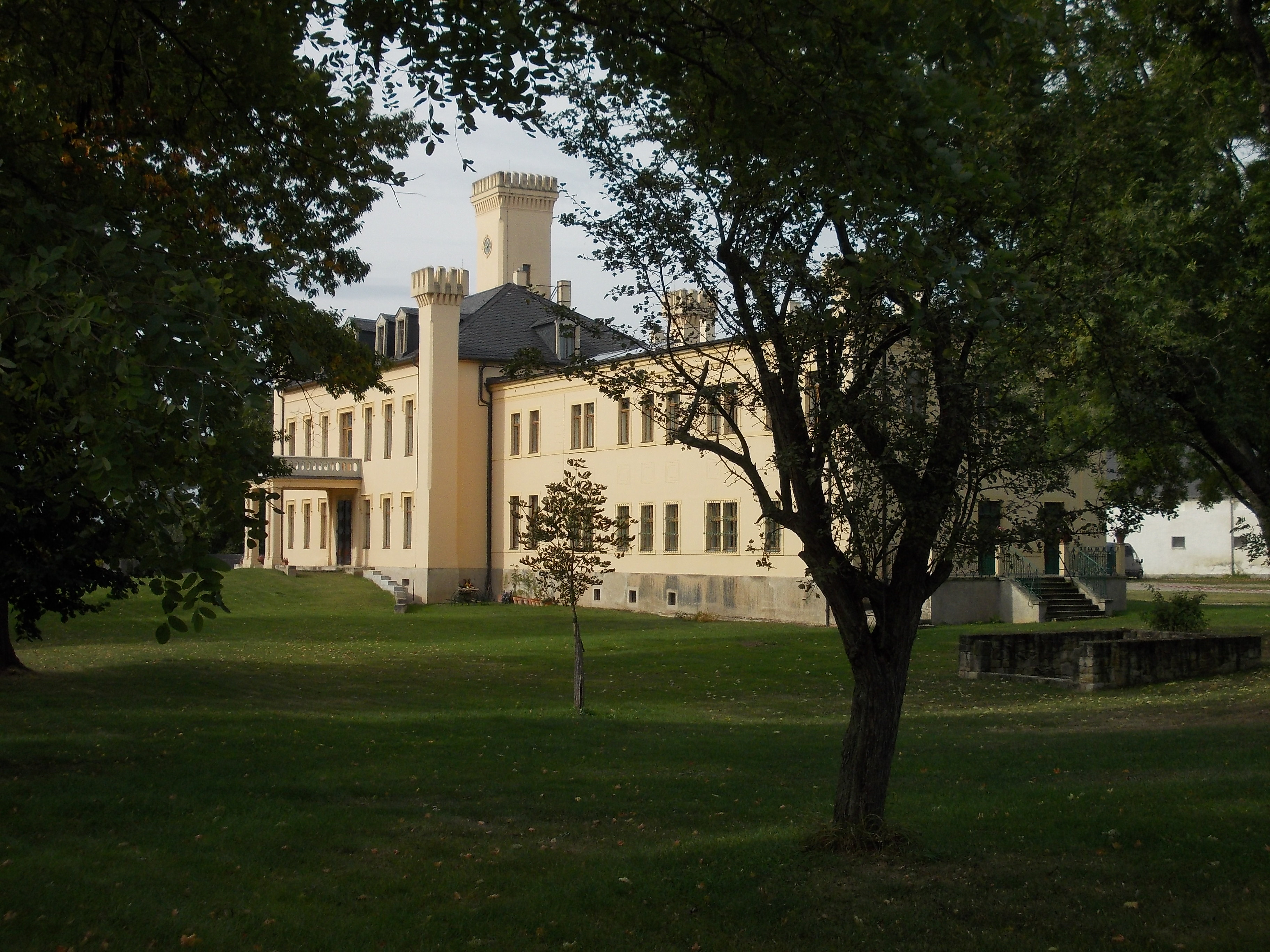
Schloss Pülswerda

Er stammte aus der Adelsfamilie Graf von Seydewitz auf Pülswerda. Sein Vater Karl Friedrich August Reichsgraf von Seydewitz hatte 1799 Clementine Kunigunde Charlotte, geschiedene Gräfin von Pückler-Muskau, geborene Gräfin von Callenberg, geheiratet. Sein älterer Halbbruder war der spätere Landschaftsarchitekt Fürst Hermann von Pückler-Muskau, der Sohn seiner Mutter aus erster Ehe.
Max Graf von Seydewitz heiratete 1821 in Pülswerda Marie Josephine Gräfin von Zedtwitz (1798–1875).
1841 wurde er kommissarischer Landrat des Kreises Torgau im Regierungsbezirk Merseburg der Provinz Sachsen. 1842 übernahm er endgültig dieses Amt, das er bis zu seinem Tode 1872 verwaltete.
1867 wurde er in den konstituierenden Reichstag des Norddeutschen Bundes gewählt. Er war auch Mitglied im Provinziallandtag der Provinz Sachsen.